# Noda Kōgo

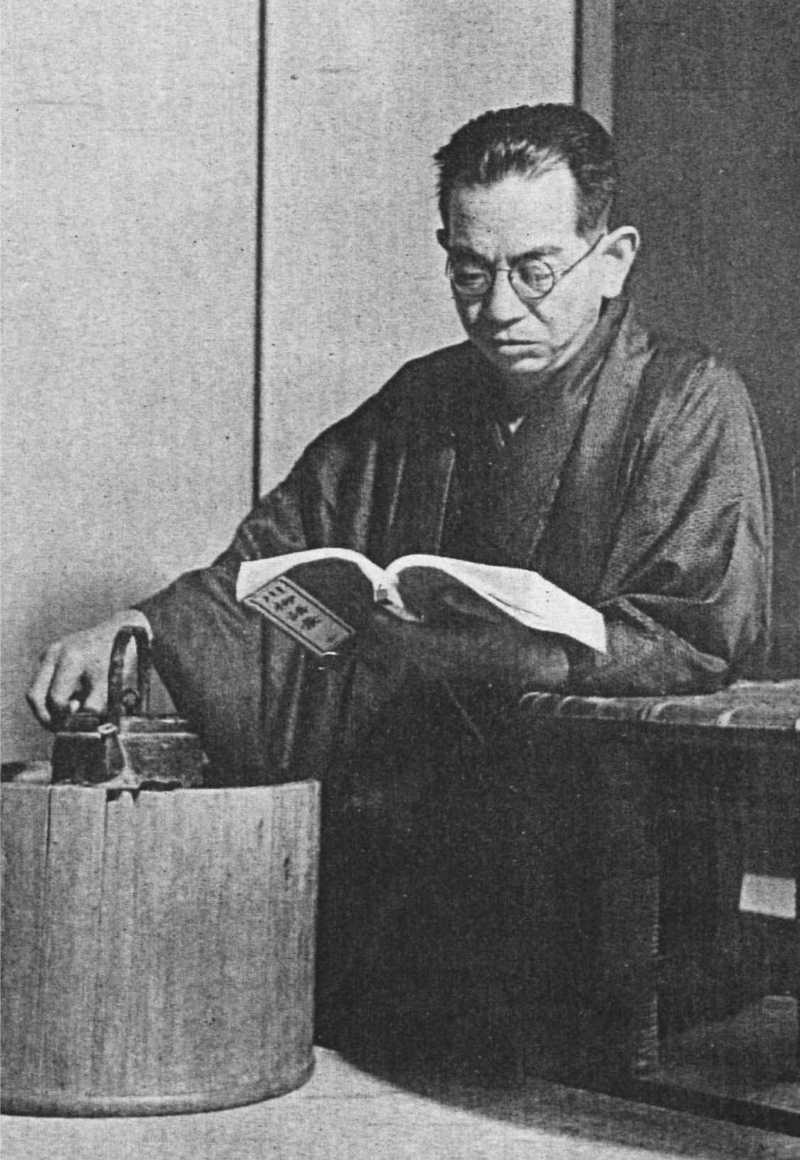
Noda Kōgo

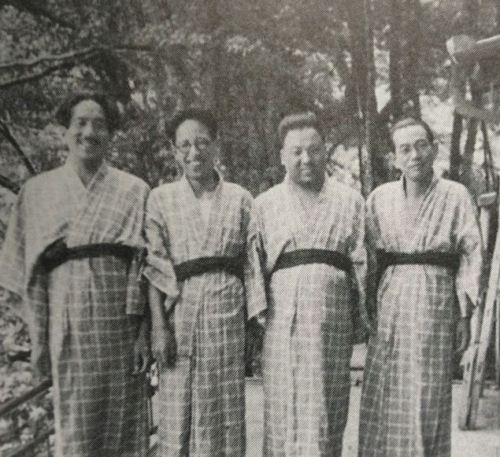
Von links: Ozu, Fushimi, Shimizu und Noda, 1928

Noda Kōgo (japanisch 野田 高梧; geboren 19. November 1893 in Hakodate (Präfektur Hokkaidō); gestorben 23. September 1968 in Chino, Präfektur Nagano) war ein japanischer Drehbuchautor.

## Leben und Wirken
Noda Kōgo arbeitete nach seinem Abschluss an der Waseda-Universität für ein Filmmagazin und für das Rathaus von Tokio, bevor er 1924 in die Drehbuchabteilung von Shōchiku im Ortsteil Kamata kam. Beginnend mit Hirotsu Ryūrōs Adaption von „Hone nusumi“ (骨盗み) war er konsequent als Shōchikus führender Drehbuchautor tätig.
Vor dem Zweiten Weltkrieg zeigte sich Nodas Talent vor allem in Melodramen wie dem Kassenschlager „Aizen Katsura“ (愛染かつら) 1938 und anderen Filmen. Er war dann nach dem Krieg weiter sehr aktiv und verfasste insgesamt etwa 100 Drehbücher. Bekannt ist seine enge Zusammenarbeit mit dem Regisseur Ozu Yasujirō. Sie begann bereits vor dem Krieg mit dem Film aus dem Jahr 1927 „Zange no yaiba“ (懺悔の刃) – etwa „Klinge des Sündenbekenntnis“, der allerdings verschollen ist. Es folgten weitere Filme mit Ozu, darunter „Der einzige Sohn“ 1936.
Nach dem Krieg folgten die Ozu-Filme
- 1948: „Banshun“ (晩春) – „Später Frühling“
- 1951: „Bakushū“ (麦秋) – „Weizenherbst“
- 1952: „Ochazuke no aji“ (お茶漬の味) – „Der Geschmack von grünem Tee über Reis“
- 1953: „Tōkyō monogatari“ (東京物語) – „Die Reise nach Tokio“
- 1956: „Sōshun“ (早春) – „Früher Frühling“
- 1957: „Tōkyō boshoku“ (東京暮色) – „Tokio in der Dämmerung“
- 1958: „Higanbana“ (彼岸花) – „Sommerblüten“
- 1959: „Ohayō“ (お早よう) – „Guten Morgen“
- 1959: „Ukigusa“ (浮草) – „Abschied in der Dämmerung“
- 1960: „Akibiyori“ (秋日和) – „Spätherbst“
- 1961: „Kohayagawa-ke no aki“ (小早川家の秋) – „Der Herbst der Familie Kohayagawa“
- 1962: „Sanma no aji“ (秋刀魚の味) – „Ein Herbstnachmittag“

Beginnend mit „Später Frühling“ 1948, mit den besonders bekanntesten Filmen wie „Eine Reise nach Tokio“ bis hin zum „Ein Herbstnachmittag“ 1962 schuf er die Drehbücher für unvergessliche Filme. Als „Meibakuraku“ (名伯楽) – als ausgezeichneter Menschenkenner – bemüht er sich auch um die Förderung der nächsten Generation. Er ist Autor von „Shinario kōzō-ron“ (シナリオ構造論) – „Strukturtheorie des Drehbuches“. 1967 erhielt er den Orden der aufgehenden Sonne mit goldenen Strahlen und Rosette.
1951 erwarb Noda in Chino ein Anwesen, in dem er 1968 verstarb.